# Сергеевка (Полтавская область)
Серге́евка (укр. Сергіївка; с 1921 по 2016 г. Краснозна́менка) — село, Краснознаменский сельский совет, Гадячский район, Полтавская область, Украина.
Код КОАТУУ — 5320483401. Население по переписи 2001 года составляло 1201 человек. Население по данным на 01.01.2025 года составляло 1147 человек.
Является административным центром Краснознаменского сельского совета, в который, кроме того, входят сёла
Вечирчино,
Калиновщина,
Лободино и
Чернече.

## Географическое положение
Село Сергеевка находится на берегу реки Хорол, выше по течению на расстоянии в 1 км расположено село Веселое, ниже по течению примыкает село Петровка-Роменская.
Река в этом месте извилистая, образует лиманы, старицы и заболоченные озёра.
Рядом проходит автомобильная дорога Т-1705.

## История
- 1625 — дата основания как село Сергеевка.
- 1921 — переименовано в село Краснознаменка.
- 2016 — селу возвращено его первоначальное название.

## Экономика
- Птице-товарная ферма.
- ООО «Хорол».

## Объекты социальной сферы
- Детский сад «Джерельце».
- Школа.